# Коле Тафоне (Асколи Пичено)
Коле Тафоне (итал. Colle Taffone) насеље је у Италији у округу Асколи Пичено, региону Марке.
Према процени из 2011. у насељу је живело 44 становника. Насеље се налази на надморској висини од 371 м.